# Jemaine Clement

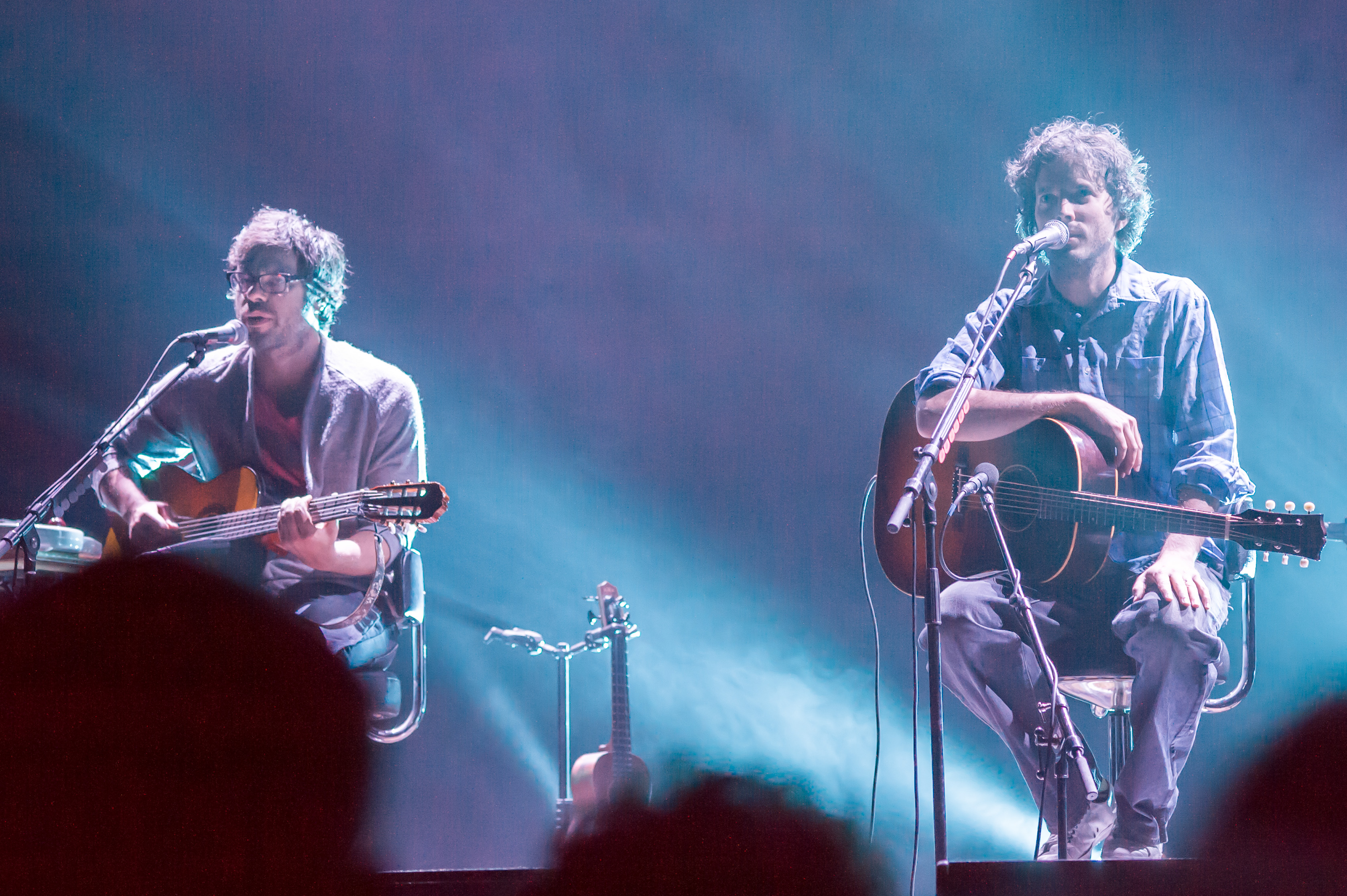
Występ Flight of the Conchords

Jemaine Atea Mahana Clement (ur. 10 stycznia 1974 w Masterton) – nowozelandzki  aktor, scenarzysta i reżyser oraz muzyk, członek zespołu Flight Of The Conchords.

## Filmografia
- Blood Suckers (1995) jako wampir
- Fizz (1999) jako Ścigany mężczyzna
- Tongan Ninja (2002) jako Action Fighter / Marvin
- Dave Likes Art (2003) jako Phil (głos)
- Life on Ben (TV) jako Gordon (głos)
- Futile Attraction (2004) jako redaktor
- Orzeł kontra rekin (2007) jako Jarrod
- Flight of the Conchords (2007–09) jako Jemaine
- The Pen (2007, 2010) jako Robert (głos)
- Adult Swim Crow Show (TV) (2008) jako Obcy (głos)
- Diagnosis: Death (2009) jako Garfield Olyphant
- Gentlemen Broncos (2009) jako Ronald Chevalier
- Jak ukraść księżyc (2010) jako Miniony (głos)
- Predicament (2010) jako Spook
- Dinner for Schmucks (2010) jako Kieran Vollard
- Rio (2011) jako Nigel (głos)
- Faceci w czerni III (2012) jako Boris
- Co robimy w ukryciu (2014) jako Vladislav
- Vaiana: Skarb oceanu (2016) jako Tamatoa (głos)
- Rozwód (2016) jako Julian Renaut
- Legion (od 2017) jako Oliver Bird
- De Patrick (2019) jako Dustin
- Minecraft: Film (2025) jako Daryl i Bruce (głos)